# Districte d'Abbottabad
El districte d'Abbottabad és una divisió administrativa del Pakistan a la província de la Frontera del Nord-oest, amb capital a la ciutat del mateix nom.
El 1853 la zona fou ocupada pels britànics i en endavant fou un tehsil (subdistricte) del districte d'Hazara al Panjab. La capital era la ciutat d'Abbottabad que va prendre el seu nom del major James Abbot, primer comissionat d'Hazara (1847-1853) i l'altra ciutat destacada era Nawashahr. El formaven 359 pobles. La superfície era de 1849 km² i la població de 194.632 el 1901.
Després de la independència del Pakistan va romandre com a tehsil d'Hazara fins que el 1981 aquest districte fou dividit i Abbottabad va formar un dels districtes de la Frontera del Nord-oest, dividit en dos tehsils: Abbottabad i Havelian.
El districte d'Abbotabad format el 1981 va quedar amb una superfície de 9492 km² i una població de 977.212 habitants. El tehsil d'Abbottabad (subdivisió del districte) va tenir 4667 km² i 667.328 habitants el 1981.
El punt més alt és el Miranjani (3313 metres) i el segueix al Mukeshpuri (2800 metres) a les muntanyes Nathia Gali.
La zona era poblada principalment pels karals i els dhunds a la part oriental, els jaduns al centre, i els tanoli a l'oest, amb presència també arreu de awans i gujars.
Sardar Mahtab Ahmad Khan, ministre principal de la Frontera del Nord-oest i senador fou originari d'aquest districte.
Dues reserves naturals són dins el seu territori: Ayubia National Park (creada el 1984 per una àrea de 3.312 hectàrees) i Qalanderabad game reserve. (establerta el 1980 per una àrea de 8940 hectàrees).
Cada un dels dos tehsils està dividit en consells, que són els següents:
Al tehsil d'Abbottabad:
- Abbottabad Central
- Bagh
- Bagnotar
- Bakot
- Baldheri
- Banda Pir Khan
- Beerangali
- Berote Kalan
- Boi
- Chamhad
- Dalola
- Dhamtour
- Jarral
- Jhangi
- Kakul
- Kehal Urban
- Kukmang
- Kuthiala
- Kuthwal
- Malikpura Urban
- Mirpur
- Nagri Bala
- Nambal
- Namli Maira
- Nathia Gali
- Nawansher Urban
- Palak
- Pattan Kalan
- Pawa
- Phalkot
- Pind Kargu Khan
- Salhad
- Sarbhana
- Sheikh-ul-Bandi
- Sherwan

Al tehsil d'Havelian:
- Bandi Atti Khan
- Dewal Manal
- Ghari Phulgran
- Goreeni
- Haveliani Urban
- Jhangra
- Langra
- Langrial
- Lora
- Mojohan
- Nagri Totial
- Nara
- Phallah
- Seer Gharbi
- Seer Sharqi Bhattian
- Tajwal